# Alsophylax loricatus
Alsophylax loricatus är en ödleart som beskrevs av Strauch 1887. Alsophylax loricatus ingår i släktet Alsophylax och familjen geckoödlor. Arten har påfunnits i Tadzjikistan, Uzbekistan och kanske Kirgizistan.

## Underarter
Arten delas in i följande underarter:
- A. l. szczerbaki
- A. l. loricatus